# 毒豆乾事件
毒豆乾事件，是指2014年12月臺灣所爆發的豆乾、豆腐與油豆腐等豆製品被檢出含有致癌物二甲基黃的食品安全事件。其後也波及部分泡麵的油包。2015年1月30日，德昌五香豆干和惠香食品木材豆干，驗出二甲基黃殘留。

## 背景
早在1987年12月，桃園縣大溪豆類製品曾接連爆發防腐劑、漂白劑、黃麴毒素及二甲基黃等，相關產品下架銷毀，政府修改法規，禁用二甲基黃，後經多方人員研究改以食用色素（4號、5號）替代。
2013年6月7日，臺北市查獲百年老店尤協豐烘豆干店添加油漆染料皂黃，製作為「拜拜用的大黃豆干」。西門町的益良食品，涉嫌以工業色素皂黃混充食用色素販賣，除了供貨給尤協豐，也賣給麵條業者。檢調表示，益良食品在2006年、2010年間分別有出貨紀錄，2012年7、8月也大量出貨。
林口長庚醫院臨床毒物科主任林樑表示，皂黃是工業染劑，過量暴露會傷肝、長期暴露會導致肝癌風險增加。其外表跟合法人工色素黃色4號、5號的黃豆干差異並不會太大，但有刺鼻的異味。

## 事發
2014年12月6日，香港媒體報導臺中知名的「德昌豆干」遭香港食物環境衛生署食物安全中心驗出「黑胡椒豆干」疑添加「二甲基黃」（60-11-7 ，2B致癌物質）染色料，德昌豆干回報衛生單位，臺中市政府衛生局7日到德昌工廠稽查，產品預防性下架。

## 擴大追查
12月16日根據衛生單位深入追查，德昌食品使用的「油皮」是向彰化縣久元企業社購買，久元企業社製作油皮的乳化劑購自臺南市安平區芊鑫實業社，芊鑫實業社負責人兩父子遭檢方聲押獲准。雲林縣黃大目食料品公司「品香世家」、新北市寶鴻企業「大溪豆乾」、彰化縣裕香食品公司「裕香豆干」（久元油皮）亦檢出含有二甲基黃；其他公司，則未驗出，可合格上架。
芊鑫實業社向台南市榮美化工行購進油脂黃粉，並添加製造其單一產品「乳化劑」。其產品流向6縣市松順行等11家中盤商，其中2家已停業。衛生福利部食品藥物管理署署長姜郁美表示，芊鑫涉及登錄不實、提供資料不實、添加未經許可之添加物，依《食品安全衛生管理法》前兩者可處3萬元到300萬元罰鍰，添加違法添加物則可處6萬到5,000萬元罰鍰，也可處以5年以下有期徒刑，併科800萬元以下罰金。
衛生福利部17日公布，芊鑫從2012年1月到現在，出貨的豆製乳化劑至少有2萬5,760公斤。檢方指出，根據經銷商的說法，芊鑫71歲盧天榮賣此配方的乳化劑已超過10年。衛生福利部食藥署統計，截至17日10時共有36項產品淪陷。
《台灣蘋果日報》17日報導，化工行所銷售的合法黃色食用色素25克市價120元，等同每克4.8元；二甲基黃30克賣120元，相當每克4元。朝陽科技大學通識科助理教授陳耀寬指出，食用色素是水溶性、易掉色；二甲基黃是油溶性，添加在乳化劑內，用在任何食材都容易上色，但二甲基黃只要用到食用色素百分之一的量，就可達相同染色效果，應為業者降低成本目的。
臺中市政府衛生局17日午後表示，臺中市的太珍香食品、三嘉馨（萬益豆干）、唯新食品及一品香食品等知名業者，多項產品也受波及。17日入夜，苗栗縣政府衛生局指出，已掌握在苗栗、公館、南庄、通霄及苑裡等鄉鎮觀光景點或休息站的5家販售商，銷售含二甲基黃的問題豆乾，其中3家9,000公斤，已全數賣出，另外2家尚有存貨801公斤，已回收退貨。臺南市政府衛生局17日表示，芊鑫實業社製造的豆製品乳化劑（消泡劑），以銷售外縣市為主，臺南市區並沒有工廠或店家使用。
《台灣蘋果日報》18日報導，加工業者以芊鑫乳化劑製成的豆乾與豆腐、油豆腐等，已流向傳統市場販售。臺北市政府衛生局追查彰化縣裕香食品下游某一業者已將產品銷往加拿大， 當前核對海關資料中。衛生福利部食藥署統計，截至18日10時共23家下游廠商、73項豆製品淪陷。彰化縣政府衛生局追查縣內仲聯食品有限公司及黑竹園雞腳凍專賣店等2家，2014年曾向裕香公司進貨散裝豆乾販售，已下架回收。
衛生福利部食品藥物管理署統計，截至19日10時共24家下游廠商、115項豆製品淪陷；其中，經新竹縣政府衛生局確認排除立義食品的知味大溪豆干等3項產品；日裕德行（營業登記：禾達昇行）油豆腐，經臺中市政府衛生局確認筆誤，實為半成品油炸皮。
衛生福利部25日公布化驗結果，芊鑫乳化劑檢出另一種工業染劑二乙基黃，它的結構和二甲基黃類似，毒性相近，通常用在塑膠、印刷油墨等染色。

## 波及泡麵油包
12月18日，彰化縣政府衛生局前往該縣「裕香食品股份有限公司」稽查，查出「維力食品工業股份有限公司」曾向其購買的油皮疑似添加二甲基黃，已製作成炸醬麵油包。

## 年終抽檢
臺北市政府衛生局2015年1月29日公布2014年年底（12月22日至25日）前往臺北市賣場、超市、食品行等地抽驗豆製品49件，10件檢出二甲基黃陽性，其中生產來源「裕香食品廠股份有限公司」5件，「天素食品有限公司」3件，「麥君食品有限公司」及「新東陽股份有限公司大園廠」分別各1件。
臺北市政府衛生局12月31日豆製品（豆皮、豆干、豆腐）及菜脯進行抽驗，20件產品中，1件豆皮、1件豆干檢出二甲基黃，兩件均來自桃園市，並移請桃園市政府衛生局追蹤裁罰。

## 評論
《今周刊》940期，對於此次臺灣食品安全發生警訊，概列幾點意見：
1. 考古題式正面表列，選擇性檢驗
立委田秋堇表示，「這好比想超速的人都知道高速公路哪裡有測速器，想要犯規的人，一定會選擇不常查緝的部分。」
2. 輕忽陳年毒物
彰化縣政府衛生局局長葉彥伯表示，「二甲基黃就是大家熟知的『奶油黃』[51]，早在日據時代就常被拿來染黃其他食品了……」而香港食物安全中心也表示，既然曾染過其他食品，檢驗時就要舉一反三，設想可能的風險。
3. 主動登錄制度，僅列單方[i]
臺灣現行的食品添加物登錄制度，只要求單方[i]查驗後才可登記販賣，至於複方[i]只要求業者自行登錄備查，不用查驗就可以販售。

## 法院判決
台灣彰化地方法院2015年7月30日午後，宣判芊鑫實業社負責人盧天榮、盧嘉芊父子分別判予徒刑7年和9年，2人併科罰金各新台幣1,500萬元，犯罪不法所得2,520萬元也予以沒收，全案仍可上訴。